# Юстус Мьозер
Юстус Мьозер (на немски: Justus Möser) е германски историк, философ и юрист.
Роден е на 14 декември 1720 година в Оснабрюк. Завършва право в Гьотингенския университет, след което се връща в родния си град и през следващите десетилетия заема важни постове в правосъдната му система. Автор е на история на града с необичаен за времето си фокус върху общественото и културно развитие, както и на текстове в областта на политическата философия, застъпващи консервативни позиции.
Юстус Мьозер умира на 8 януари 1794 година в Оснабрюк.